# 华尔街铜牛
华尔街铜牛（英語：Charging Bull，有時稱為Wall Street Bull或Bowling Green Bull），是位于美国纽约曼哈顿区鲍林格林公园的一座铜质公牛塑像。该铜牛原是意大利艺术家阿圖羅·迪·莫迪卡创作的街頭游擊藝術，现已成为华尔街颇具人气的永久地标。
铜牛重达7,100磅（3,200），长约16英尺（4.9），高约11英尺（3.4）。这座巨大的公牛臀部翘起，头部略低，仿佛正在向前冲，这种姿势象征着牛市的乐观与景气。公牛塑像不仅是每天有数千人参观的热门景点，还是纽约和华尔街最显著的地标，更是华尔街金融区的象征。
在Outdoor Monuments of Manhattan: A Historical Guide一书中，迪安娜·杜兰特这样描绘公牛雕像：
公牛略低着头，鼻子闪闪发亮，又长又尖的牛角好像正在向前顶。公牛仿佛带着怒气，相当危险。它肌肉发达的身躯向一侧倾斜，尾巴弯曲像鞭子一样，看上去活力十足，颇有动感。
雕像表面的青铜色泽和金属质感凸显了公牛的力量。雕像设置成让游客在四周都能欣赏，这意味着公牛本身的运动方向并不固定，这从公牛扭动的身体上也可以看出。
公牛身上涌动着一种有攻击性，甚至是好斗的不可预测的力度。可以说这表现了证券市场的活力、力量和不确定性。
莫迪卡1988年对紐約每日新聞表示：
公牛雕像一共做了5个，我希望另外4个能出现在世界各地的城市，只要有人愿意买。
2010年，莫迪卡的另一座公牛雕像落户上海，俗称“外滩金融牛”。2012年，另一座雕像在阿姆斯特丹舊證券交易所落成。
2017年3月7日，國際婦女節前夕，在華爾街代表性公牛塑像前，豎起命名為「無畏女孩」（Fearless Girl）的銅像，腳邊的指示牌寫著“Know the power of women in leadership. SHE makes a difference.”，該座出自美國德拉瓦州雕塑家克里斯汀·維斯巴爾之手。